# Ghislain Bray
Pour les articles homonymes, voir Bray.
Ghislain Bray, homme politique français, né le 16 novembre 1946 à Nangis (Seine-et-Marne).
Il est élu suppléant de Christian Jacob le 16 juin 2002, pour la XIIe législature (2002-2007), dans la circonscription de Seine-et-Marne (4e) et devient titulaire quand Christian Jacob est nommé au gouvernement. Il fait partie du groupe UMP.

## Mandats
- 21/03/1977 - 13/03/1983 : Membre du conseil municipal de Provins (Seine-et-Marne)
- 14/03/1983 - 19/03/1989 : Adjoint au Maire de Provins (Seine-et-Marne)
- 20/03/1989 - 18/06/1995 : Adjoint au Maire de Provins (Seine-et-Marne)
- 19/06/1995 - 18/03/2001 : Adjoint au Maire de Provins (Seine-et-Marne)
- Mars 2014 à aujourd'hui Président du SMETOM-GEEODE
- Depuis mars 2014 Président du SYTRADEM

Mandat local  au 16/06/2002 :
- Adjoint au maire de Provins, Seine-et-Marne